# Nicolaj Madsen
Nicolaj Madsen (Haderslev, 16 luglio 1988) è un calciatore danese, centrocampista del Vejle.

## Carriera

### Club
Il 1º luglio 2017 viene acquistato a titolo definitivo dalla squadra danese del Vejle.